# Elecciones municipales de Maynas de 2006
Las elecciones municipales de Maynas de 2006 se llevaron a cabo el 19 de noviembre de 2006 para elegir al alcalde y al Concejo Provincial de Maynas para el periodo 2007-2010. La elección se celebró simultáneamente con elecciones regionales y municipales (provinciales y distritales) en todo el Perú.

## Sistema electoral
La Municipalidad Provincial de Maynas es el órgano administrativo y de gobierno de la provincia de Maynas. Está compuesta por el alcalde y el Concejo Provincial.
La votación del alcalde y el concejo se realiza en base al sufragio universal, que comprende a todos los ciudadanos nacionales mayores de dieciocho años, empadronados y residentes en la provincia de Maynas y en pleno goce de sus derechos políticos, así como a los ciudadanos no nacionales residentes y empadronados en la provincia de Maynas.
El Concejo Provincial de Maynas está compuesto por 15 regidores elegidos por sufragio directo para un período de cuatro (4) años, en forma conjunta con la elección del alcalde (quien lo preside). La votación es por lista cerrada y bloqueada. Se asigna a la lista ganadora los escaños según el método d'Hondt o la mitad más uno, lo que más le favorezca.

## Composición del Concejo Provincial de Maynas
La siguiente tabla muestra la composición del Concejo Provincial de Maynas antes de las elecciones.
| Partidos | Partidos                                         | Regidores |
| -------- | ------------------------------------------------ | --------- |
|          | Partido Aprista Peruano                          | 9         |
|          | Movimiento Independiente Fuerza Loretana         | 3         |
|          | UNIPOL                                           | 2         |
|          | Movimiento Independiente Ecológico Arriba Loreto | 1         |

## Partidos y candidatos
A continuación se muestra una lista de los principales partidos y alianzas electorales que participaron en las elecciones:
| Candidatura | Candidatura | Partidos y alianzas                                                             | Candidatos | Candidatos                  | Ideología                                                          | Resultado previo | Resultado previo | Ref. |
| Candidatura | Candidatura | Partidos y alianzas                                                             | Candidatos | Candidatos                  | Ideología                                                          | Votos (%)        | Reg.             | Ref. |
| ----------- | ----------- | ------------------------------------------------------------------------------- | ---------- | --------------------------- | ------------------------------------------------------------------ | ---------------- | ---------------- | ---- |
|             | APRA        | Lista - Partido Aprista Peruano (APRA)                                          |            | Juan del Águila Cárdenas    | Aprismo                                                            | 28.38%           | 9                |      |
|             | FL          | Lista - Fuerza Loretana (FL)                                                    |            | Jorge Monasi Franco         | Regionalismo loretano                                              | 23.12%           | 3                |      |
|             | UNIPOL      | Lista - Movimiento Político Regional UNIPOL (UNIPOL)                            |            | Luis Flores Sánchez         | Regionalismo loretano                                              | 20.76%           | 2                |      |
|             | UPP         | Lista - Unión por el Perú (UPP)                                                 |            | Walter Perea Correa         | Nacionalismo de izquierda Socialdemocracia                         | 1.43%            | 0                |      |
|             | AP          | Lista - Acción Popular (AP)                                                     |            | Roberto Power Villacorta    | Humanismo Nacionalismo cívico Reformismo                           | Nuevo            | Nuevo            |      |
|             | APP         | Lista - Alianza para el Progreso (APP)                                          |            | Ricardo Díaz Ramírez        | Liberalismo económico Conservadurismo liberal Populismo de derecha | Nuevo            | Nuevo            |      |
|             | RN          | Lista - Restauración Nacional (RN)                                              |            | Elisbán Ochoa Sosa          | Liberalismo económico Conservadurismo social Humanismo cristiano   | Nuevo            | Nuevo            |      |
|             | PNP         | Lista - Partido Nacionalista Peruano (PNP)                                      |            | Eva Matute Panaifo          | Socialismo democrático Nacionalismo de izquierda                   | Nuevo            | Nuevo            |      |
|             | Progr.      | Lista - Progresemos Perú (Progresemos)                                          |            | Carlos Sánchez Flores       |                                                                    | Nuevo            | Nuevo            |      |
|             | VALOR       | Lista - Movimiento Independiente Regional Vamos Loreto (VALOR)                  |            | Salomón Abensur Díaz        | Regionalismo loretano                                              | Nuevo            | Nuevo            |      |
|             | VERDE       | Lista - Movimiento Regional Voz Verde (VERDE)                                   |            | Flor Hurtado Valdez         | Regionalismo loretano                                              | Nuevo            | Nuevo            |      |
|             | MIL         | Lista - Movimiento Independiente Integración Loretana (MIL)                     |            | Charles Zevallos Eyzaguirre | Regionalismo loretano                                              | Nuevo            | Nuevo            |      |
|             | MOTOR       | Lista - Movimiento Político Independiente Regional Motor del Desarrollo (MOTOR) |            | Carmen Núñez de Rojas       | Regionalismo loretano                                              | Nuevo            | Nuevo            |      |
|             | FIL         | Lista - Frente Independiente de Loreto (FIL)                                    |            | Carlos Lozano Escudero      | Regionalismo loretano                                              | Nuevo            | Nuevo            |      |
|             | BIRA        | Lista - Bienestar e Integración para la Región Amazónica (BIRA)                 |            | Fernando Montalván Sánchez  | Regionalismo loretano                                              | Nuevo            | Nuevo            |      |

## Resultados

### Sumario general
| |                                                                         |              |              |              |           |           |  |  |
| Partidos y coaliciones | Partidos y coaliciones                                                  | Voto popular | Voto popular | Voto popular | Regidores | Regidores |  |  |
| Partidos y coaliciones | Partidos y coaliciones                                                  | Votos        | %            | ±pp          | Total     | +/−       |  |  |
| | Movimiento Independiente Regional Vamos Loreto (VALOR)                  | 49,094       | 24.38        | Nuevo        | 9         | +9        |  |  |
| | Fuerza Loretana (FL)1                                                   | 40,908       | 20.32        | –2.80        | 3         | ±0        |  |  |
| | Movimiento Independiente Integración Loretana (MIL)                     | 38,229       | 18.99        | Nuevo        | 2         | +2        |  |  |
| | Restauración Nacional (RN)                                              | 21,916       | 10.89        | Nuevo        | 1         | +1        |  |  |
| | Partido Aprista Peruano (APRA)                                          | 12,295       | 6.11         | –22.27       | 0         | –9        |  |  |
| | Movimiento Político Regional UNIPOL (UNIPOL)2                           | 8,933        | 4.44         | –16.32       | 0         | –2        |  |  |
| | Acción Popular (AP)                                                     | 6,940        | 3.45         | n/a          | 0         | ±0        |  |  |
| | Frente Independiente de Loreto (FIL)                                    | 5,922        | 2.94         | Nuevo        | 0         | ±0        |  |  |
| | Movimiento Político Independiente Regional Motor del Desarrollo (MOTOR) | 5,122        | 2.54         | Nuevo        | 0         | ±0        |  |  |
| | Movimiento Regional Voz Verde (VERDE)                                   | 4,127        | 2.05         | Nuevo        | 0         | ±0        |  |  |
| | Partido Nacionalista Peruano (PNP)                                      | 2,393        | 1.19         | Nuevo        | 0         | ±0        |  |  |
| | Unión por el Perú (UPP)3                                                | 1,803        | 0.90         | –0.53        | 0         | ±0        |  |  |
| | Bienestar e Integración para la Región Amazónica (BIRA)                 | 1,789        | 0.89         | Nuevo        | 0         | ±0        |  |  |
| | Alianza para el Progreso (APP)                                          | 1,161        | 0.58         | Nuevo        | 0         | ±0        |  |  |
| | Progresemos Perú (Progresemos)                                          | 699          | 0.35         | Nuevo        | 0         | ±0        |  |  |
| |                                                                         |              |              |              |           |           |  |  |
| Total | Total                                                                   | 201,331      |              |              | 15        | ±0        |  |  |
| |                                                                         |              |              |              |           |           |  |  |
| Votos válidos | Votos válidos                                                           | 201,331      | 87.05        | +1.02        |           |           |  |  |
| Votos en blanco | Votos en blanco                                                         | 13,510       | 5.84         | –3.37        |           |           |  |  |
| Votos nulos | Votos nulos                                                             | 16,449       | 7.11         | +2.35        |           |           |  |  |
| Votos emitidos | Votos emitidos                                                          | 231,290      | 84.86        | +3.81        |           |           |  |  |
| Abstenciones | Abstenciones                                                            | 41,252       | 15.14        | –3.81        |           |           |  |  |
| Votantes registrados | Votantes registrados                                                    | 272,542      |              |              |           |           |  |  |
| |                                                                         |              |              |              |           |           |  |  |
| Fuente: |                                                                         |              |              |              |           |           |  |  |
| Notas al pie: 1 Comparado con los resultados de Movimiento Independiente Fuerza Loretana (FL) en las elecciones de 2002. 2 Comparado con los resultados de UNIPOL (UNIPOL) en las elecciones de 2002. 3 Comparado con los resultados de Agrupación Independiente Unión por el Perú - Frente Amplio (UPP) en las elecciones de 2002. |                                                                         |              |              |              |           |           |  |  |
| Notas al pie: |                                                                         |              |              |              |           |           |  |  |
| 1 Comparado con los resultados de Movimiento Independiente Fuerza Loretana (FL) en las elecciones de 2002. 2 Comparado con los resultados de UNIPOL (UNIPOL) en las elecciones de 2002. 3 Comparado con los resultados de Agrupación Independiente Unión por el Perú - Frente Amplio (UPP) en las elecciones de 2002.               |                                                                         |              |              |              |           |           |  |  |

## Elecciones municipales distritales

### Resultados por distrito
La siguiente tabla enumera el control de los distritos de la provincia de Maynas. El cambio de mando de una organización política se resalta del color de ese partido.
| Distrito                | Alcalde(sa) titular                                         | Partido político                                            | Partido político                                            | Alcalde(sa) electo(a)       | Partido político | Partido político               |
| ----------------------- | ----------------------------------------------------------- | ----------------------------------------------------------- | ----------------------------------------------------------- | --------------------------- | ---------------- | ------------------------------ |
| Alto Nanay              | Juan Gaviria Piña                                           |                                                             | Somos Perú                                                  | Juan Gaviria Piña           |                  | Somos Perú                     |
| Belén                   | Carlos Lozano Escudero                                      |                                                             | Nueva Amazonía                                              | José Vela García            |                  | Vamos Loreto                   |
| Fernando Lores          | Gilberto Marín Apagueño                                     |                                                             | Fuerza Loretana                                             | Josué Vásquez Rengifo       |                  | Vamos Loreto                   |
| Indiana                 | Elisbán Ochoa Sosa                                          |                                                             | UNIPOL                                                      | Luis Tuesta Hidalgo         |                  | Frente Independiente de Loreto |
| Las Amazonas            | Aldo Paino Inuma                                            |                                                             | Fuerza Loretana                                             | Aldo Paino Inuma            |                  | Fuerza Loretana                |
| Mazán                   | Víctor Lozano Calampa                                       |                                                             | UNIPOL                                                      | Edward Tang Pinto           |                  | Fuerza Loretana                |
| Napo                    | Alfonso Guevara Chota                                       |                                                             | Perú Posible                                                | Rogerio Quevedo Rivadeneyra |                  | Fuerza Loretana                |
| Punchana                | Raúl Chuquipiondo Aching                                    |                                                             | UNIPOL                                                      | Joiner Vásquez Pinedo       |                  | Esperanza Punchanina           |
| Putumayo                | Víctor Reátegui Paredes                                     |                                                             | Poder del Putumayo                                          | Adilio Cárdenas Haya        |                  | Fuerza Loretana                |
| San Juan Bautista       | Jorge Monasí Franco                                         |                                                             | Nueva Amazonía                                              | Mirna Villacorta Cárdenas   |                  | Vamos Loreto                   |
| Teniente Manuel Clavero | Creación del distrito (Ley N° 28362, 19 de octubre de 2004) | Creación del distrito (Ley N° 28362, 19 de octubre de 2004) | Creación del distrito (Ley N° 28362, 19 de octubre de 2004) | Jonás Huayanay Hidalgo      |                  | Restauración Nacional          |
| Torres Causana          | Joaquín Jipa Coquinche                                      |                                                             | Somos Perú                                                  | Wilson Guerrero Machado     |                  | Partido Aprista Peruano        |